# Aenictogiton attenuatus
Aenictogiton attenuatus é uma espécie de inseto do gênero Aenictogiton, pertencente à família Formicidae.